# Bindslev
Bindslev ist ein kleiner Ort am Uggerby Å im Norden von Vendsyssel im Bindslev Sogn, etwa 20 Kilometer nordöstlich von Hjørring in Dänemark und nördlich von Sindal. Der Ort liegt in der Gemeinde Hjørring und gehört zur Region Nordjylland.

## Geschichte
Archäologische Ausgrabungen haben gezeigt, dass der Ort seit der Steinzeit besiedelt war.
1682 bestand Nørre Bindslev aus 13 Bauernhöfen und 13 Häusern mit Gärten. Die gesamte Anbaufläche betrug 326,0 Tonnenland (dänisch tønde land, 1 Tonnenland = 0,49364 Hektar), davon 69,05 Tonnenland Brotkorn. Die restliche Fläche wurde für die Grünlandbewirtschaftung genutzt. Das ist ein Anbausystem in der Dorfgemeinschaft, bei dem nur etwa die Hälfte des Ackerlandes angesät wird, der Rest jedoch vier bis fünf Jahre ruht.
Um 1900 wurde der Ort wie folgt beschrieben: „Nørre-Bindslev mit Schule, 2 Mühlen und Molkereigenossenschaft, Lebensmittelgeschäften usw.“
Bindslev wuchs in der Zwischenkriegszeit und nach dem Zweiten Weltkrieg. 1925 hatte der Ort 556 Einwohner, 1930 495, 1935 590 und 1940 631 Einwohner. 1945 wurden 666 Einwohner gezählt, 1950 745, 1955 747, 1960 902 und 1965 1.010 Einwohner.
1930 lebten 95 Einwohner von der Landwirtschaft, 153 von Industrie und Handwerk, 69 vom Handel, 46 vom Verkehr, 14 von Dienstleistungen, 56 waren im Haushalt tätig, 60  aus dem Erwerbsleben ausgeschieden und für 2 gab es keine Angaben.

## Freizeitaktivitäten
Der Sportverein Bindslev/Tversted IF konnte 2016 sein 90-jähriges Bestehen feiern. Bei der 1969 erfolgten Fusion von Bindslev IF mit dem Gründungsjahr 1926 mit Tversted IF gab es eine Vereinbarung, die 1926 als Gründungsjahr festlegt. Der Verein spielte einige Jahre in der Jyllandsserien.
Jährlich findet immer in der 30. Woche eine Harmonika-Veranstaltung statt.

## Sehenswürdigkeiten
- Dänemarks einziges noch in Betrieb befindliches Gleichstromkraftwerk, Bindslev Gamle Elværk
- Handwerkermuseum Bindslev (dänisch Bindslev Håndværkermuseum)
- Bindslev Kirke, etwa einen Kilometer westlich des Ortes, mittelalterliches Fresko, das Maria mit dem Kind darstellt.
- Das 1980 eröffnete Ørnereservatet, ein Greifvogelreservat.

## Verkehr
Der Ort ist mit der Buslinie 78 (Sæby–Østervrå–Tårs–Hjørring–Astrup–Sindal–Bindslev–Tversted) der Nordjyllands Trafikselskab mit der Stadt Hjørring und dem dortigen Bahnhof verbunden.

## Persönlichkeiten
- Rasmus Bindslev (1876–1951), sozialdemokratischer Politiker und Bürgermeister von Silkeborg, wo der Bindslevsplats nach ihm benannt ist.
- Kirsten Larsen (* 1962), dänische Badmintonspielerin, die 1987 das All England-Turnier gewann.